# Штиндль, Ларс
Ларс Штиндль (нем. Lars Stindl; род. 26 августа 1988 года, Шпайер, Рейнланд-Пфальц) — бывший немецкий футболист, атакующий полузащитник. Выступал за сборную Германии.

## Карьера

### Клубная
Летом 2000 года он присоединился к молодёжной команде «Карлсруэ». В этом клубе Штиндль дебютировал на профессиональном уровне. 15 марта 2008 года он впервые появился на поле в матче с «Айнтрахтом», где он вышел в основном составе и был заменен на 81-й минуте матча. 29 ноября 2008 года забил свой первый мяч в Бундеслиге в ворота «Ганновера». В феврале 2010 года он объявил о своем намерении покинуть клуб.
16 марта 2010 года Штиндль подписал контракт на три года с «Ганновером». 20 ноября 2010 года он забил первый гол за новый клуб в ворота «Гамбурга». В апреле 2012 года Штиндль продлил контракт с «Ганновером» до 2016 года.
Летом 2015 года Штиндль покинул «Ганновер» и перешёл в мёнхенгладбахскую «Боруссию», подписав контракт до 2020 года.

### В сборной
Штиндль вызывался в сборные Германии с различными возрастными рамками. Он провел 3 матча в составе сборной Германии (до 20 года), а в форме сборной Германии (до 21 года) вышел 1 раз.
В 2017 году в возрасте 28 лет впервые получил вызов в первую сборную. Дебютировал в товарищеском матче против Дании. Вошёл в состав команды на Кубок конфедераций 2017. Забил первый мяч за сборную 19 июня в первой игре Кубка конфедераций, открыв счёт в матче против Австралии на пятой минуте; немцы в итоге выиграли 3:2. Во втором матче турнира сравнял счёт в конце первого тайма в игре против Чили (1:1), став единственным футболистом на Кубке конфедераций, кто сумел забить мячи в первой и второй игре турнира. 2 июля забил единственный мяч в финальном матче против сборной Чили и принёс сборной Германии первую в истории победу на Кубке конфедераций.
Из-за травмы лодыжки Штиндль не смог принять участие в чемпионате мира 2018 года.

## Статистика

### Клубная статистика
| Выступление            | Выступление            | Выступление      | Лига | Лига | Кубок страны | Кубок страны | Еврокубки | Еврокубки | Итого | Итого |
| Клуб                   | Лига                   | Сезон            | Игры | Голы | Игры         | Голы         | Игры      | Голы      | Игры  | Голы  |
| ---------------------- | ---------------------- | ---------------- | ---- | ---- | ------------ | ------------ | --------- | --------- | ----- | ----- |
| Карлсруэ II            | Региональная лига «Юг» | 2006/07          | 12   | 2    | —            | —            | —         | —         | 12    | 2     |
| Карлсруэ II            | Региональная лига «Юг» | 2007/08          | 26   | 4    | —            | —            | —         | —         | 26    | 4     |
| Карлсруэ II            | Региональная лига «Юг» | 2008/09          | 10   | 5    | —            | —            | —         | —         | 10    | 5     |
| Карлсруэ II            | Региональная лига «Юг» | 2009/10          | 1    | 0    | —            | —            | —         | —         | 1     | 0     |
| Карлсруэ II            | Итого                  | Итого            | 49   | 11   | —            | —            | —         | —         | 49    | 11    |
| Карлсруэ               | Бундеслига             | 2007/08          | 2    | 0    | 0            | 0            | —         | —         | 2     | 0     |
| Карлсруэ               | Бундеслига             | 2008/09          | 21   | 4    | 1            | 0            | —         | —         | 22    | 4     |
| Карлсруэ               | Вторая Бундеслига      | 2009/10          | 33   | 9    | 2            | 0            | —         | —         | 35    | 9     |
| Карлсруэ               | Итого                  | Итого            | 56   | 13   | 3            | 0            | —         | —         | 59    | 13    |
| Ганновер 96            | Бундеслига             | 2010/11          | 33   | 2    | 1            | 0            | —         | —         | 34    | 2     |
| Ганновер 96            | Бундеслига             | 2011/12          | 28   | 2    | 2            | 2            | 13        | 2         | 43    | 6     |
| Ганновер 96            | Бундеслига             | 2012/13          | 18   | 2    | 2            | 0            | 9         | 2         | 29    | 4     |
| Ганновер 96            | Бундеслига             | 2013/14          | 31   | 3    | 2            | 0            | —         | —         | 33    | 3     |
| Ганновер 96            | Бундеслига             | 2014/15          | 21   | 10   | 1            | 1            | —         | —         | 22    | 11    |
| Ганновер 96            | Итого                  | Итого            | 131  | 19   | 8            | 3            | 22        | 4         | 161   | 26    |
| Боруссия Мёнхенгладбах | Бундеслига             | 2015/16          | 30   | 7    | 3            | 4            | 6         | 3         | 39    | 14    |
| Боруссия Мёнхенгладбах | Бундеслига             | 2016/17          | 30   | 11   | 3            | 2            | 10        | 5         | 43    | 18    |
| Боруссия Мёнхенгладбах | Бундеслига             | 2017/18          | 31   | 6    | 3            | 0            | 0         | 0         | 34    | 6     |
| Боруссия Мёнхенгладбах | Бундеслига             | 2018/19          | 21   | 3    | 1            | 0            | 0         | 0         | 22    | 3     |
| Боруссия Мёнхенгладбах | Бундеслига             | 2019/20          | 25   | 9    | 1            | 0            | 4         | 2         | 30    | 11    |
| Боруссия Мёнхенгладбах | Итого                  | Итого            | 137  | 36   | 11           | 6            | 20        | 10        | 168   | 52    |
| Всего за карьеру       | Всего за карьеру       | Всего за карьеру | 370  | 79   | 22           | 9            | 42        | 14        | 434   | 102   |